# 서기 (배우)
서기(중국어: 舒淇, 병음: Shū Qí 수치[*], 1976년 4월 16일~)는 홍콩, 대만의 배우이다. 본명은 린리후이(중국어: 林立慧, 병음: Lín Lìhuì, 한자음: 임립혜)이고, 서기(舒淇)는 예명이다. 그녀는 모델활동을 하다가 《홍등가의 혈투》로 스크린에 데뷔하였다. 《첨밀밀 2》에 출연하여 유명해졌다.
또한 2000년 김민종의 6집 타이틀곡 〈왜〉의 뮤직비디오에 출연해서 화제가 되기도 하였다.
2002년에는 《버추얼 웨폰》에서 송승헌과 호흡을 맞추었고, 2006년 《조폭 마누라 3》에서는 이범수, 현영과 연기하였다. 출연작들 가운데 《서울 공략》이라는 영화는 한국을 배경으로 하였다.
2003년 미국 영화 《트랜스포터》에 출연하여 북미에도 이름이 알려 졌다. 2009년 《스트리트 오브 드림스》에 출연하여 로버트 드니로와 연기하였다.
2008년 58회 베를린국제영화제와 2009년 칸국제영화제에서 심사위원상을 받았다. 《색정남녀》로 홍콩 금상장을 수상했다. 《쓰리 타임즈》로 대만 금마장을 수상했다.

## 출연작

### 영화
- 《성월궤도》(1995년)
- 《홍등가의 혈투》(1996년)
- 《퀴어 스토리》(1996년)
- 《괴담협회》(1996년)
- 《첨밀밀 2》(1997년)
- 《옥보단 2》(1997년)
- 《벽혈남천》(1998년)
- 《럭키 가이》(1998년)
- 《미소년지련》(1998년)
- 《반지연》(1998년)
- 《고혹자 홍흥십삼매》(1998년)
- 《유리의 성》(1998년)
- 《풍운》(1998년)
- 《중화영웅》(1999년)
- 《성룡의 빅타임》(1999년)
- 《777 너를 사랑한 스파이》(1999년)
- 《천선지연》(1999년)
- 《도성 3 - 무명소자》(2000년)
- 《용화》(2000년)
- 《색정남녀》(2000년)
- 《프로젝트 B》(2000년)
- 《절색신투》(2001년)
- 《베이징 락》(2001년)
- 《사랑은 방울방울》(2001년)
- 《밀레니엄 맘보》(2001년)
- 《유령인간》(2001년)
- 《신투차세대》(2001년)
- 《배드 보이즈》(2001년)
- 《버추얼 웨폰》(2002년)
- 《남혈인》(2002년)
- 《트랜스포터》(2002년)
- 《기봉적수》(2003년)
- 《미인초》(2003년)
- 《디 아이2》(2004년)
- 《쓰리 타임즈》(2005년)
- 《서울공략》(2005년)
- 《괴물》(2005년)
- 《조폭 마누라 3》(2006년)
- 《상성: 상처받은 도시》(2006년)
- 《천당구》(2007년)
- 《삼원》(2007년)
- 《뉴욕 아이 러브 유》(2008년)
- 《라스트 프로포즈》(2009년)
- 《스트리트 오브 드림스》(2009년)
- 《정무풍운 진진》(2010년)
- 《전성계비》(2010년)
- 《쉬즈 더 원》(2010년)
- 《쉬즈 더 원 2》(2011년)
- 《시리거전기》(2011년)
- 《서유기: 모험의 시작》(2013년)
- 《자객 섭은낭》(2015년)
- 《내 남자친구의 결혼식》(2016년)
- 《협도연맹: 도둑들의 전쟁》(2017년) - 엽홍 역
- 《아일랜드》(2018년) - 샨샨 역
- 《상해보루》(2019년)

### 뮤직비디오
| 연도 | 제목              | 가수   | 비고              |
| ---- | ----------------- | ------ | ----------------- |
| 2000 | 〈왜〉            | 김민종 | 6집 《왜》 수록곡 |
| 2000 | 〈아름다운 아픔〉 | 김민종 | 6집 《왜》 수록곡 |

## 수상기록
- 《색정남녀》로 홍콩 금상장 여우조연상, 신인상 수상
- 《고혹자 홍흥십삼매》로 대만 금마장 여우조연상 수상
- 《쓰리 타임즈》로 대만 금마장 여우주연상 수상

## 같이 보기
- 이려진(李麗珍, en:Loletta Lee)